# Andreas Schmid (Politiker, 1900)
Andreas Schmid (* 25. September 1900 in Röthenbach an der Pegnitz; † 24. März 1985 ebenda) war ein deutscher Politiker der CSU und Mitglied des Bayerischen Landtags.

## Leben
Schmid absolvierte in Nürnberg eine kaufmännische Lehre und besuchte eine private Handelsschule. 1918 wurde er in den Heeresdienst berufen. Danach erfolgte die Umschulung zum Werkzeugdreher. Mehr als 25 Jahre lang leitete Schmid bei der in Rückersdorf ansässigen Firma Franken die Abteilung für Werkzeugfräserei. Später war er Treuhänder der Spiralfederfabrik in Röthenbach.

## Politik
Vor 1933 war Schmid Anhänger der BVP, allerdings kein Mitglied. 1945 beteiligte er sich an der Gründung des Ortsvereins der CSU in Röthenbach und wurde deren Fraktionsvorsitzender im Gemeinderat. 1946 gehörte er der Verfassunggebenden Landesversammlung an, bei der folgenden Landtagswahl gewann er ein Mandat im Landtag, dem er bis zum Ende der Wahlperiode 1950 angehörte.